# 賀茂神社 (鳥取県八頭町)
賀茂神社（かもじんじゃ）は鳥取県八頭郡八頭町にある神社。
旧社格は村社。

## 由緒
創立年代不詳。
『賀茂祖皇太神宮録記』によれば732年（天平4年）夏、大旱魃で五穀皆枯れて稔らなかった。その時、賀茂別雷太神宮の神託があったので、山城国（京都府）愛宕郡の上賀茂神社、下鴨神社両社を勧請して、瓊瓊杵尊、木花咲耶姫尊を下賀茂御祖皇大神宮と称し、別雷尊並びに彦火々出見尊、豊玉姫尊の2社を上賀茂大神宮といい、共に宮前正面の山頂京塚（古くは京賀里といった）に奉斎して産土神として崇敬したとされる。
京賀里とは「京都の賀茂大明神をこの里に遷祭した」ことを伝承したものである。
朱雀天皇（930-945年）の時に神領を得て、952年（天暦6年）9月、社殿大破に及び再建された。
『賀茂大明神曰謂書』によれば神領200石あったが、1581年（天正9年）の豊臣秀吉による鳥取城攻略の際祝融の災に罹り、古文書等皆焼失して今残っているのは高麗犬と古名だけである。
その後、上下賀茂社ともに現在の場所に遷座されて、賀茂ノ庄9ヶ村（井古、下坂、奥谷、宮谷、郡家、久能寺、萬代寺、土師百井）の産土神とした。
1868年（明治元年）上賀茂2社並びに当村字瀬戸田鎮座の境外末社稲荷神、当村字本谷鎮座の境外末社瀧ノ神の4社を下賀茂社に合祀して賀茂神社と改称した。
1907年（明治40年）4月27日、神饌幣帛料供進社に指定。

### 神社合祀令による合祀
1914年（大正3年）2月10日合祀
- 白兎神社（福本字向前田〈祭神：素莵神、倉稲魂尊〉村社）
- 土師神社（稲荷字川向〈祭神：天穂日尊〉村社）
- 奥谷神社（奥谷字岩谷〈祭神：須佐之男尊〉無格社）
- 塚原神社（下坂字内畑〈祭神：天児屋根尊〉無格社）
- 下坂神社（下坂字内畑〈祭神：須佐之男尊〉無格社）
- 井古神社（井古字土居〈祭神：素戔嗚尊〉無格社）
- 門尾神社（門尾字堤谷〈祭神：誉田別尊〉無格社）
- 川井神社（郡家字河井中分〈祭神：彌都波能売神、猿田彦尊〉無格社）

1916年（大正5年）11月24日合祀
- 今島神社（国中村大字萬代寺字土居〈祭神：素戔嗚尊〉無格社）

1916年（大正5年）12月24日合祀
- 池田神社（国中村大字池田字裏邸〈祭神：市杵島姫尊、倉稲魂尊、罔象女尊〉無格社）

1917年（大正6年）3月10日合祀
- 田中神社（国中村大字久能寺字長尾〈祭神：素戔嗚尊〉無格社）

1917年（大正6年）3月11日合祀
- 土師百井神社（国中村大字土師百井字内畑〈祭神：素戔嗚尊〉無格社）

## 祭神
主祭神
- 瓊瓊杵尊
- 木花咲耶姫尊
- 別雷尊
- 彦火々出見尊
- 豊玉姫尊

配神
- 天穂日尊
- 素莵神
- 天児屋根尊
- 猿田彦尊
- 罔象女尊
- 須佐之男尊
- 倉稲魂尊
- 誉田別尊
- 市杵島姫尊

## 境内

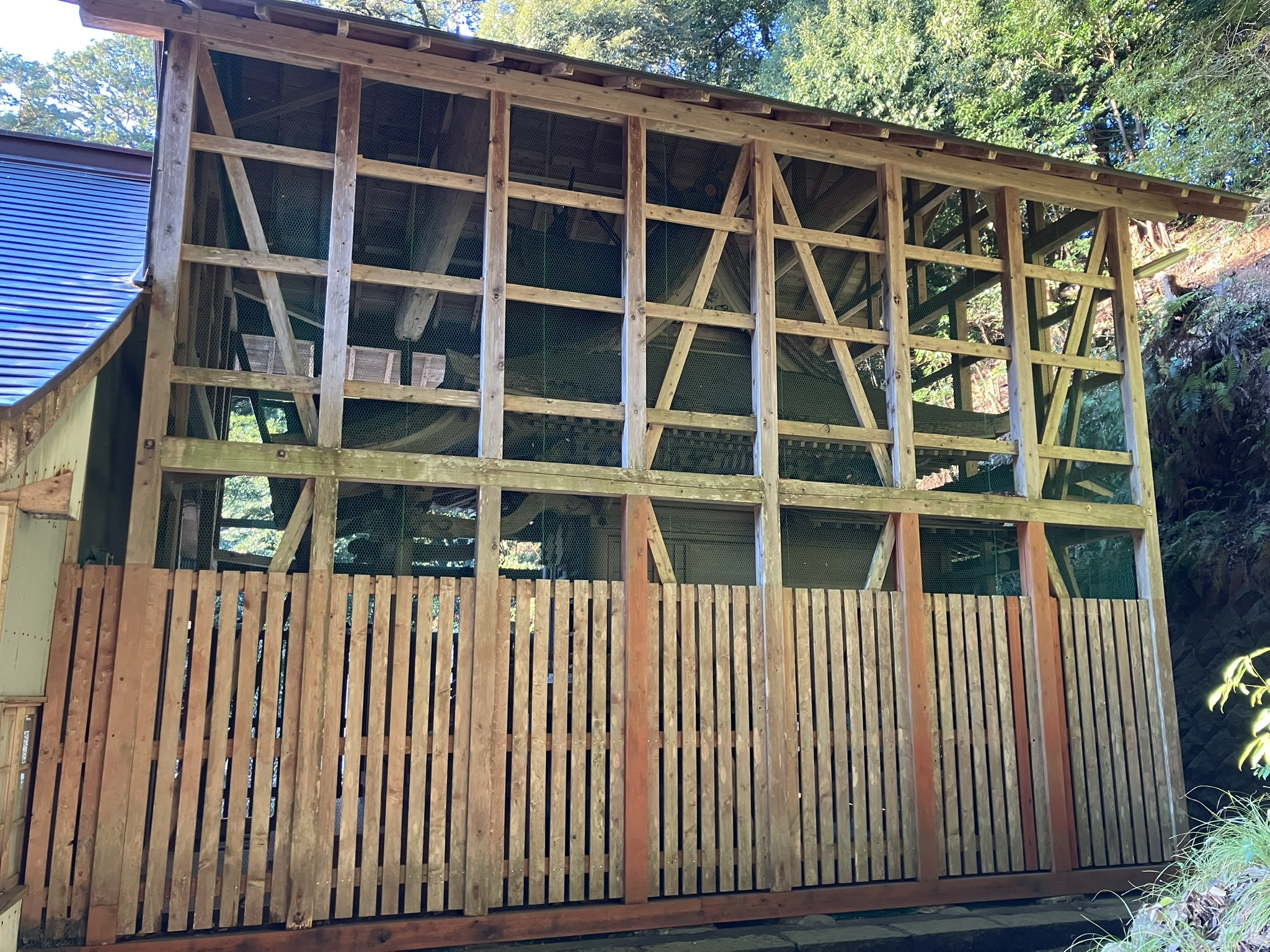
本殿
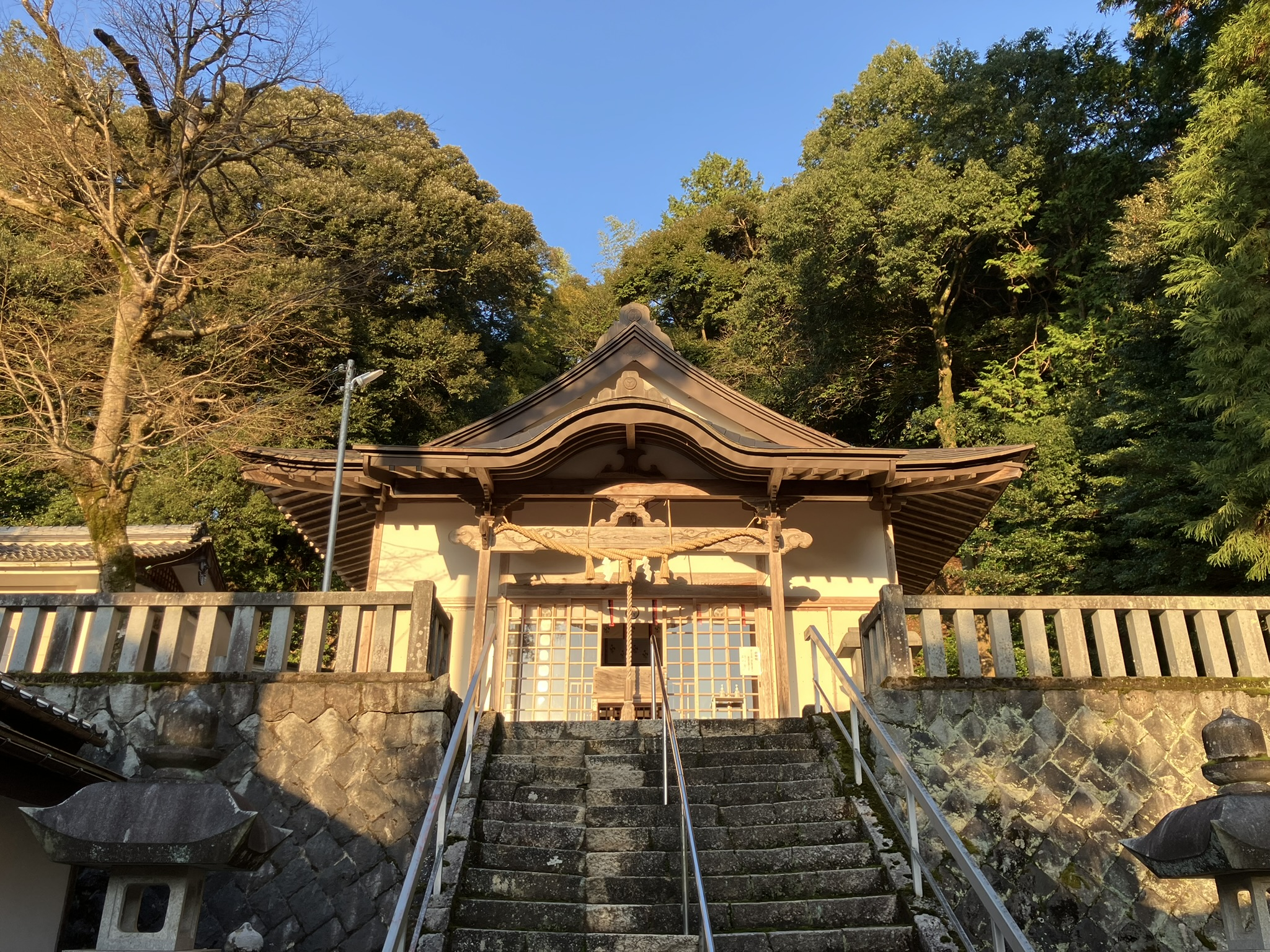
拝殿
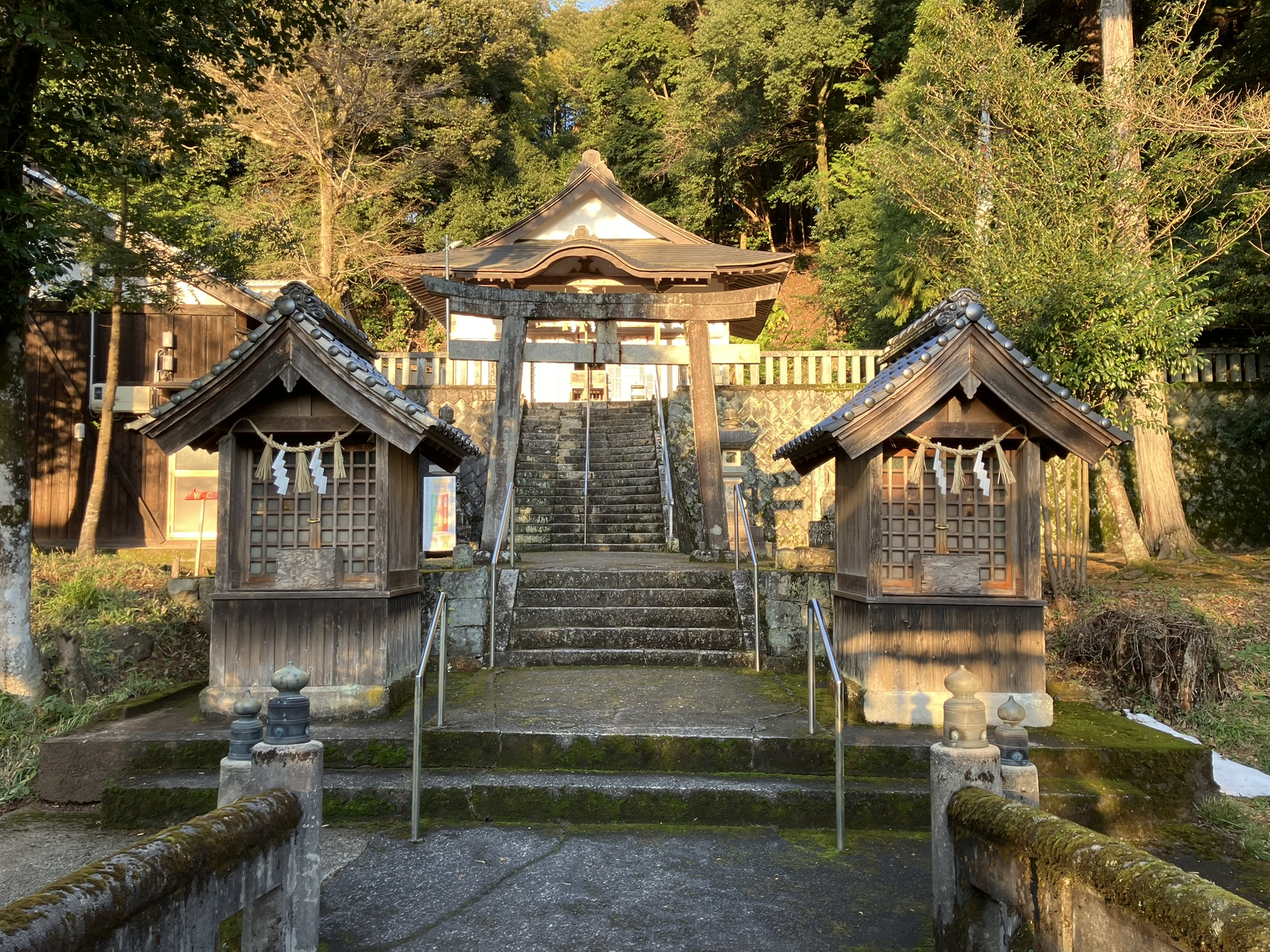
随神門
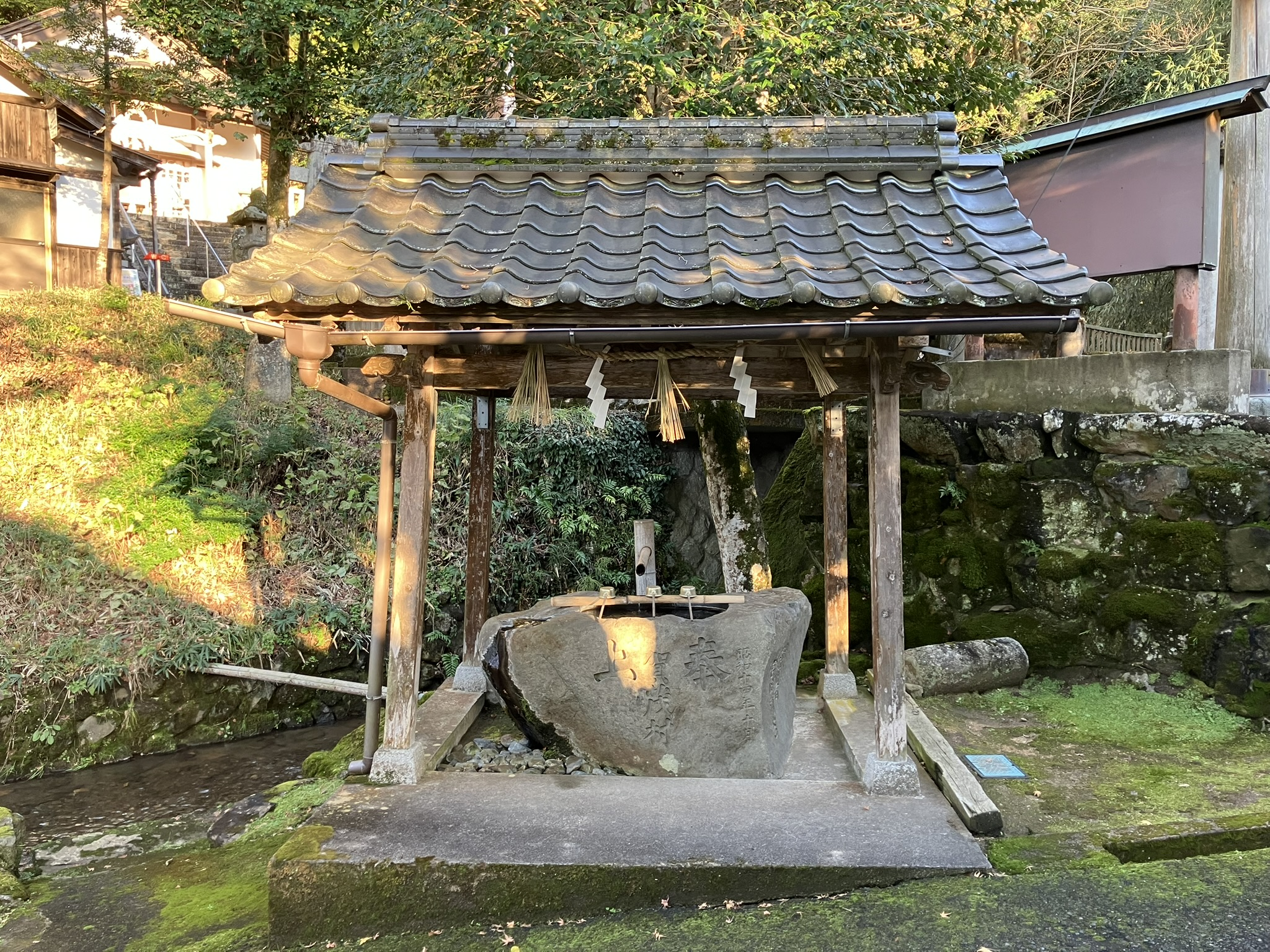
手水舎

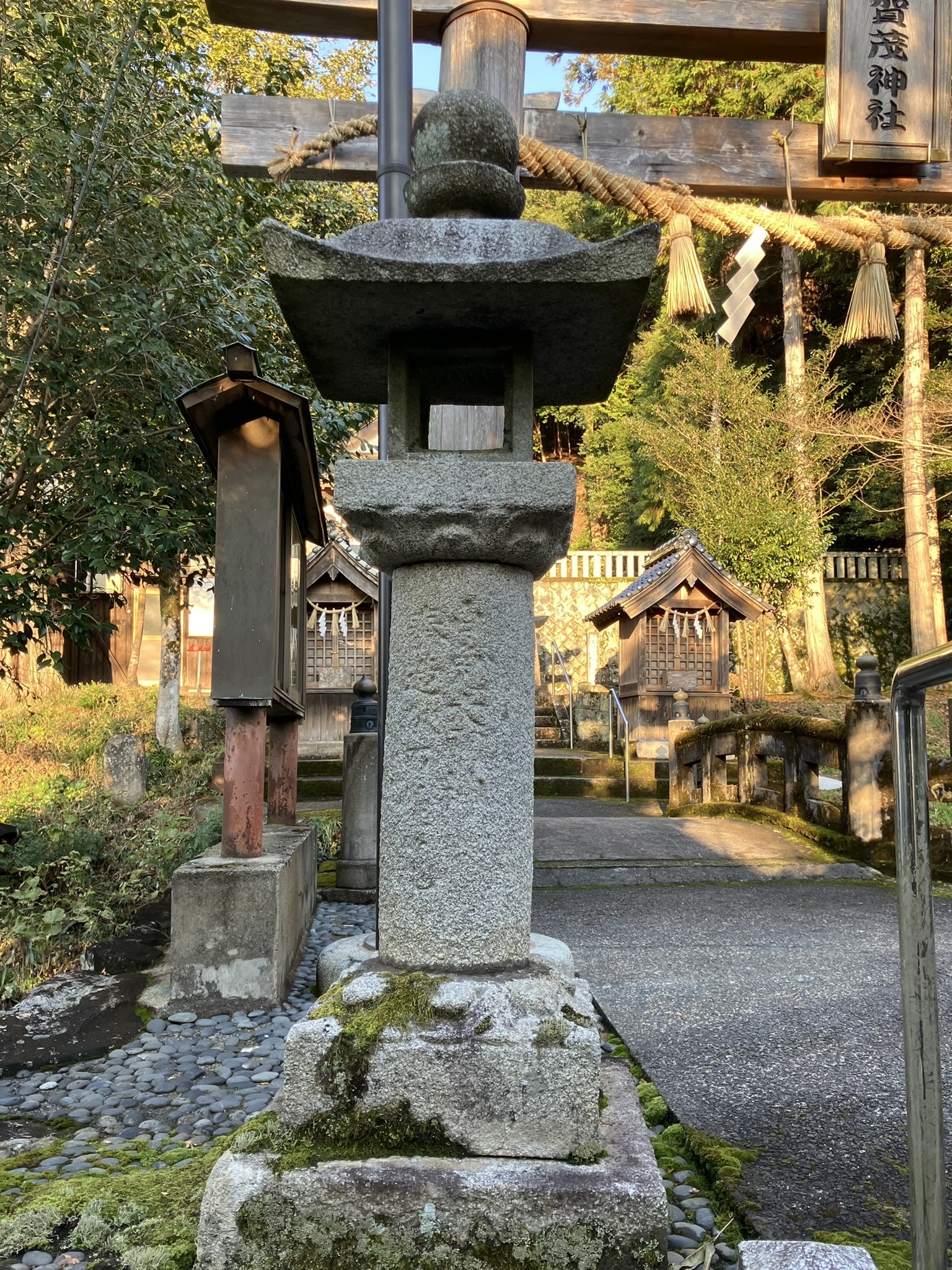
白兎神社灯籠（左）
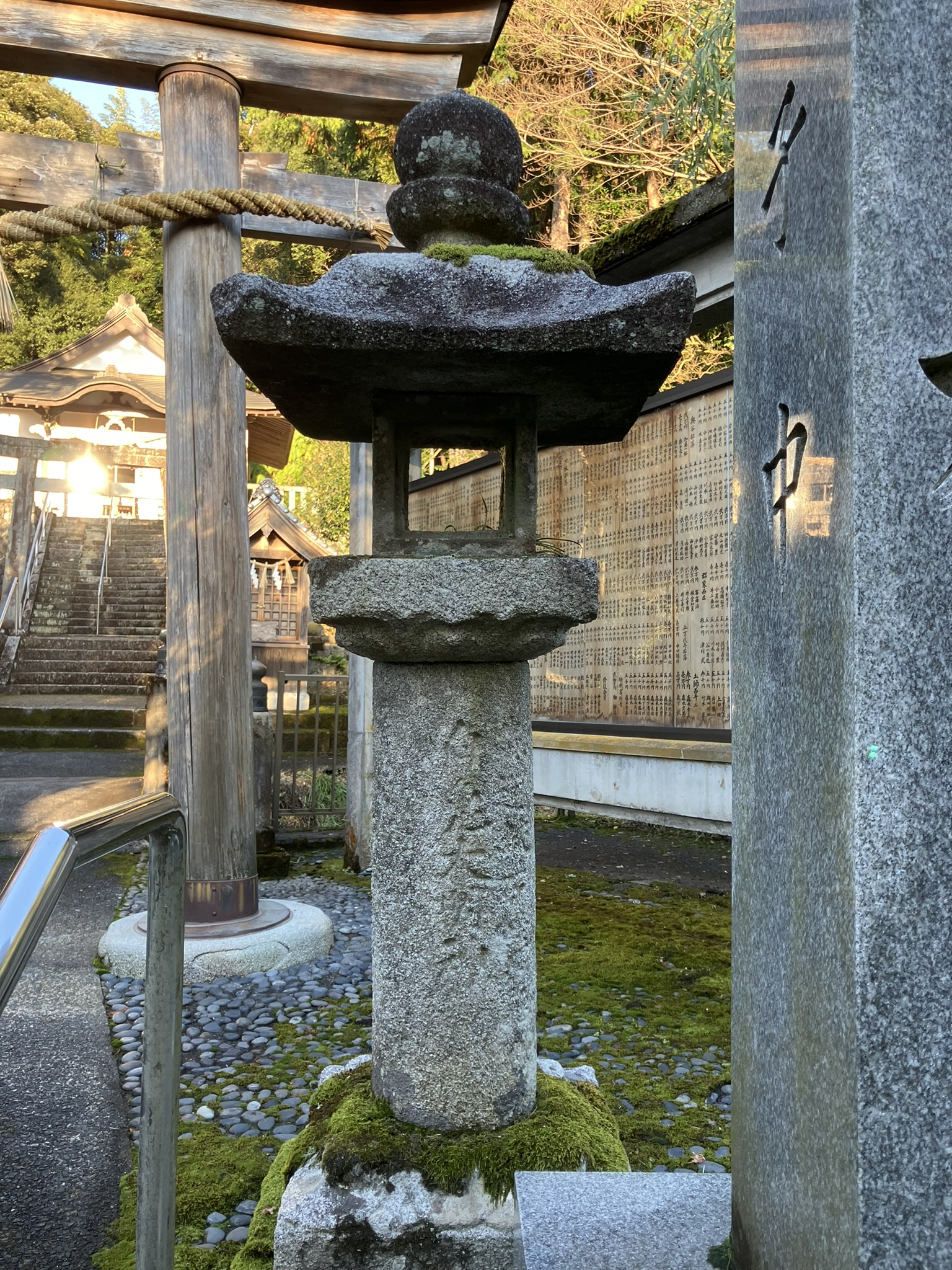
白兎神社灯籠（右）

## 現地情報

### 所在地
- 鳥取県八頭郡八頭町宮谷286

### 交通アクセス
- JR因美線郡家駅 から徒歩で約14分。